# Gordon Laing (coureur)
Gordon "Manxie" Laing (Melbourne, 1929 - Francorchamps, 4 juli 1954) was een Australisch motorcoureur. 
Gordon Laing, een persoonlijke vriend van Ken Kavanagh, debuteerde in het wereldkampioenschap wegrace tijdens de Belgische Grand Prix van 1953. In 1954 werd hij zesde in de Senior TT en toen hij ook in de Ulster Grand Prix goed presteerde met een derde en een vierde plaats, nam Norton hem op in haar fabrieksteam. 
Tijdens de volgende Grand Prix, die van België, was Gordon Laing in de 350cc-race in gevecht met Ray Amm. Beiden moesten de gevallen Canadees Roy Godwin ontwijken. Daardoor kwam Gordon Laing naast de baan terecht, viel en overleed ter plaatse.